# Lluís Martínez Sistach
Lluís Martínez Sistach (Sinh 1937) là một Hồng y người Tây Ban Nha của Giáo hội Công giáo Rôma. Ông hiện đảm nhận vai trò Hồng y Đẳng Linh mục Nhà thờ S. Sebastiano alle Catacombe. Ông từng đảm nhận vai trò Tổng giám mục đô thành Tổng giáo phận Barcelona trong suốt 11 năm, từ năm 2004 đến khi hồi hưu năm 2015.
Với vai trò là lãnh đạo giáo hội địa phương, ông từng đảm trách nhiều vai trò tại Tây Ban Nha trước khi trở thành Tổng giám mục đô thành Barcelona như: Giám mục Phụ tá Tổng giáo phận Barcelona (1987 - 1991), Giám mục chính tòa Giáo phận Tortosa (1991 - 1997), Tổng giám mục đô thành Tổng giáo phận Tarragona (1997 - 2004). Ông được vinh thăng Hồng y ngày 24 tháng 11 năm 2007, bởi Giáo hoàng Biển Đức XVI.

## Tiểu sử
Hồng y Lluís Martínez Sistach sinh ngày 29 tháng 4 năm 1937 tại Barcelona, Tây Ban Nha. Sau quá trình tu học dài hạn tại các cơ sở chủng viện theo quy định của Giáo luật, ngày 17 tháng 9 năm 1961, Phó tế Sistach, 24 tuổi, tiến đến việc được truyền chức linh mục. Cử hành nghi thức truyền chức cho tân linh mục là Hồng y Gregorio Modrego y Casaus, Tổng giám mục Tổng Giáo phận Barcelona. Linh mục Levada đồng thời cũng là thành viên linh mục đoàn Giáo phận Barcelona.
Sau 26 năm thi hành các công việc mục vụ với thẩm quyền và cương vị của một linh mục, ngày 6 tháng 11 năm 1987, Tòa Thánh loan tin Giáo hoàng đã quyết định tuyển chọn linh mục Lluís Martínez Sistach, 50 tuổi, gia nhập Giám mục đoàn Công giáo Hoàn vũ, với vị trí được bổ nhiệm là Giám mục Phụ tá Tổng giáo phận Barcelona, danh nghĩa Giám mục hiệu tòa Aliezira. Lễ tấn phong cho vị giám mục tân cử được tổ chức sau đó vào ngày 27 tháng 12 cùng năm, với phần nghi thức chính yếu được cử hành cách trọng thể bởi 3 giáo sĩ cấp cao, gồm chủ phong là Hồng y Narciso Jubany Arnau, Tổng giám mục chính tòa Tổng giáo phận Barcelona; hai vị giáo sĩ còn lại, với vai trò phụ phong, gồm có Tổng giám mục Mario Tagliaferri, Sứ thần Tòa Thánh tại Tây Ban Nha và Tổng giám mục Ramón Torrella Cascante, Tổng giám mục đô thành Tổng giáo phận Tarragona. Tân giám mục chọn cho mình châm ngôn:CARITAS CHRISTI URGET NOS.
Sau 5 năm đảm nhận vai trò giám mục phụ tá Barcelona, Tòa Thánh quyết định thuyên chuyển Giám mục Sistach đến nhiệm sở mới, cụ thể là Giáo phận Tortosa với vị trí được bổ nhiệm là Giám mục chính tòa. Thông tin bổ nhiệm được côn bố rộng rãi vào ngày 17 tháng 5 năm 1991 và Tân giám mục Tortosa đã cử hành các nghi thức nhận giáo phận của mình sau đó vào ngày 7 tháng 7 cùng năm.
Sáu năm cai quản Giáo phận Tortosa của Giám mục Sistach kết thúc bằng quyết định bổ nhiệm từ Tòa Thánh, cụ thể Giám mục Lluís Martínez Sistach đã được Tòa Thánh thăng Tổng giám mục, qua việc bổ nhiệm giám mục này làm Tổng giám mục đô thành Tổng giáo phận Tarragona. Thông báo về việc bổ nhiệm này được công bố cách rộng rãi vào ngày 20 tháng 2 năm 1997. Tân Tổng giám mục chính thức nhận chức vụ vào ngày 13 tháng 4 cùng năm. Sau hơn 7 năm cai quản Tarragona, Tòa Thánh lại quyết định thuyên chuyển Tổng giám mục Sistach đến nhiệm sở mới, lần này là Tổng giáo phận Barcelona với chức vụ tương đương nhiệm sở cũ là Tổng giám mục đô thành. Việc bổ nhiệm được công bố cách rộng rãi vào ngày 15 tháng 6 năm 2004. Ông nhanh chóng đến nhận giáo phận vào ngày 18 tháng 7 cùng năm.
Bằng việc tổ chức công nghị Hồng y năm 2007 được cử hành ngày 24 tháng 11, Giáo hoàng Biển Đức XVI vinh thăng Tổng giám mục Lluís Martínez Sistach tước vị danh dự, Hồng y. Tân Hồng y thuộc Đẳng Hồng y Linh mục và Nhà thờ Hiệu tòa được chỉ định là Nhà thờ S. Sebastiano alle Catacombe. Sau đó, ông đã cử hành các nghi thức nhận nhà thờ hiệu tòa của mình vào ngày 20 tháng 1 năm 2008.
Ngày 6 tháng 11 năm 2015, Tòa Thánh chấp thuận đơn từ nhiệm của ông vì lý do tuổi tác, theo Giáo luật.